# 1994년 MTV 무비 어워드
제3회 MTV 무비 & TV 어워드는 1994년 6월 4일에 열린 시상식이다.

## 수상 및 후보

### 최고의 영화상
- 사회에의 위협 - 알버트 휴즈 수상
- 도망자 - 앤드루 데이비스
- 쥬라기 공원 - 스티븐 스필버그
- 필라델피아 - 조나단 드미
- 쉰들러 리스트 - 스티븐 스필버그

### 최고의 남자배우상
- 필라델피아 - 톰 행크스 수상
- 야망의 함정 - 톰 크루즈
- 도망자 - 해리슨 포드
- 툼스톤 - 발 킬머
- 미세스 다웃파이어 - 로빈 윌리엄스

### 최고의 여자배우상
- 포이틱 저스티스 - 자넷 잭슨 수상
- 어제 오늘 그리고 내일 - 안젤라 바셋
- 은밀한 유혹 - 데미 무어
- 펠리칸 브리프 - 줄리아 로버츠
- 시애틀의 잠 못 이루는 밤 - 멕 라이언

### 주목할만한 배우상
- 크러쉬 - 알리시아 실버스톤 수상
- 쉰들러 리스트 - 랄프 파인즈
- 드래곤 - 제이슨 스콧 리
- 시애틀의 잠 못 이루는 밤 - 로스 맬링거
- 프리 윌리 - 제이슨 제임스 리처

### 가장 매력적인 남우상
- 슬리버 - 윌리엄 볼드윈 수상
- 야망의 함정 - 톰 크루즈
- 툼스톤 - 발 킬머
- 하드 타겟 - 장 끌로드 반담
- 펠리칸 브리프 - 덴젤 워싱턴

### 가장 매력적인 여우상
- 포이틱 저스티스 - 자넷 잭슨 수상
- 겟어웨이 - 킴 베이싱어
- 은밀한 유혹 - 데미 무어
- 크러쉬 - 알리시아 실버스톤
- 슬리버 - 샤론 스톤

### 최고의 키스상
- 은밀한 유혹 - 데미 무어 & 우디 해럴슨 수상
- 트루 로맨스 - 패트리샤 아퀘트
- 웨인즈 월드 2 - 킴 베이싱어
- 프리 윌리 - 제이슨 제임스 리처 & 윌리
- 청춘 스케치 - 위노나 라이더 & 에단 호크

### 최고의 악당상
- 크러쉬 - 알리시아 실버스톤 수상
- 좋은 아들 - 맥컬리 컬킨
- 사선에서 - 존 말코비치
- 데몰리션 맨 - 웨슬리 스나입스
- 쥬라기 공원 - T-Rex

### 최고의 코믹연기상
- 미세스 다웃파이어 - 로빈 윌리엄스 수상
- 에이스 벤츄라 - 짐 캐리
- 시스터 액트 2 - 우피 골드버그
- 베니와 준 - 조니 뎁
- 못말리는 사위 - 폴리 쇼어

### 최고의 콤비상
- 도망자 - 해리슨 포드 & 토미 리 존슨 수상
- 베니와 준 - 매리 스튜어트 매스터슨 & 조니 뎁
- 필라델피아 - 톰 행크스 & 덴젤 워싱톤
- 틀의 잠 못 이루는 밤 - 멕 라이언 & 톰 행크스
- 웨인즈 월드 2 - 데이너 카비

### 최고의 액션장면
- 도망자 - 기차가 부서지는 장면 수상
- 클리프행어
- 하드 타겟
- 쥬라기 공원
- 로미오 이즈 블리딩

### 최고의 음악상
- 프리 윌리 - 마이클 잭슨: 'Will You Be There' 수상
- 슬리버 - UB40: 'I Can't Help Falling In Love'
- 삼총사 - 로드 스튜어트
- 시애틀의 잠 못 이루는 밤 - 셀린 디옹 & 클리브 그리핀: 'When I Fall In Love'
- 베니와 준 - Proclaimers: 'I'm Gonna Walk (500 Miles)'
- 필라델피아 - 브루스 스프링스틴: 'Streets Of Philadelphia'

### 신인 제작자상
- 위대한 승부 - 스티븐 자일리언 수상

### 평생공로상
- 리처드 라운트리 수상